# مارتین هاوگ
- هوگ(ابهام‌زدایی)

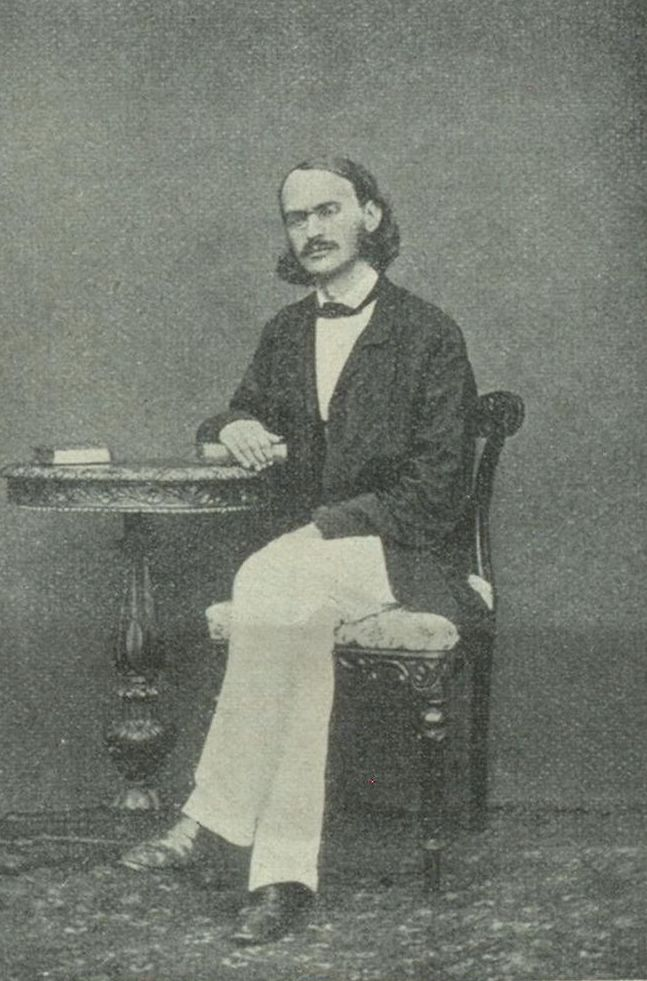
نگاره‌ای ازمارتین هاوگ، خاورشناس آلمانی - ۱۸۶۴

مارتین هوگ یا هاوگ (به آلمانی: Martin Haug) (زادهٔ ۳۰ ژانویه ۱۸۲۷-مرگ ۳ ژوئن ۱۸۷۶) خاورشناس آلمانی بود.
او در اُستدُرف در وورتِمبِرگ زاده شد. در ۱۸۴۸ راهی دانشگاه توبینگن شد و در آنجا به یادگیری زبان‌های شرقی به ویژه سانسکریت پرداخت و سپس به دانشگاه گوتینگن رفت. در ۱۸۵۹ به هندوستان رفت و استاد سانسکریت در پونا گردید. در آنجا با زبان زند (اوستایی) و ادبیات آن آشنا شد. این آشنایی سبب نگارش مقالهٔ زبان مقدس، نوشته‌ها و دین پارسیان شد. او در ۱۸۶۶ به اشتوتگارت بازگشت. در ۱۸۶۸ در مونیخ استاد سانسکریت و زبانشناسی تطبیقی شد.
در میان دانشمندان نخستین کسی که گاهان را به عنوان تصنیف‌های احتمالی خود زرتشت از بقیهٔ اوستا جدا کرد، مارتین هاوگ آلمانی بود. این دانشمند متوجه شد که نویسندهٔ گاهان تنها از یک خدا نام می‌برد و با برخی نیایش‌ها مخالف است. او زرتشت را پیامبر یکتاپرستی معرفی کرد. بسیاری از نوشته‌های او دربارهٔ ادبیات ایران و هند پس از مرگ او به چاپ رسید.

## اثرها
- زبان پهلوی و بندهش، ۱۸۵۴
- خط و زبان دو سند خطی[۲] ۱۸۵۵
- پنج گاهان [۳] ۱۸۵۸-۱۸۶۰
- ویرایش، ترجمه و تفسیر ایتریا برهناسانا از ریگ‌ودا، بمبئی ۱۸۶۳
- سخنرانی‌هایی دربارهٔ سخن اصلی زرتشت، ۱۸۶۵
- واژه‌نامهٔ زند-پهلوی کهن
- ویژگی زبان پهلوی[۴] ، ۱۸۶۹
- ۱۸ فصل وندیداد[۵]، ۱۸۶۹
- دربارهٔ ارداویراف‌نامه	[۶] ،۱۸۷۰
- فرهنگ پهلوی، ۱۸۷۰
- پیچیدگی سخنان و پرسش‌های ودایی[۷]۱۸۷۵